# IBM 5120
IBM 5120コンピューティング・システム（英：IBM 5120 Computing System）は、IBMが1980年に発表したデスクトップコンピュータである。IBM 5110のデスクトップ版で、IBM 5110 モデル3とも呼ばれる。

## 概要
IBM 5120は1980年2月に、IBM 5110ポータブルコンピュータの後継のデスクトップとして発表された。CPUのIBM PALM、内蔵の2つの8インチ 1.2MB フロッピーディスクドライブと、9インチのモノクロームモニター、プログラム言語のBASIC、32KBのRAMを備え、そしてオプションで、追加の8インチ 1.2 MB フロッピーディスクを持つスタンドアロンのIBM 5114 ディスケット（フロッピーーディスク）装置を使用できた。
大きなスクリーンサイズや、前身を超える性能の他に、IBM 5120はいくつかのユーザビリティ上の利点を併せ持って設計された。
- 机の上の設置スペースの削減
- モニター、キートップ、製品表面のつや消し処理
- bottom form treatment に基づく持ち上げやハンドリングの容易性
- キーボードのパームレストによる腕や肩の負担軽減

そのユーザビリティの機能や外見により、IBM 5120は2つの主要な工業デザイン賞を受賞し、「考え抜かれたクリーン」(clean, well thought out)、「繊細な細部が使用時の大きな助けとなる」(subtle detailing shows great care in execution)、「品質といえる」(looks like quality)などと記述された
IBM 5120は1980年に、それまでで最も低価格なIBMビジネスコンピュータとして販売された。オプションにより、全体のシステム価格は $9,340 から $23,990 の範囲だった。そのオフィスイメージを強調するため、IBMは同年に6つの新プログラム（業務管理、請求、給与、買掛金、売掛金、一般会計台帳）をリリースした  。

## 参照
1. ↑  「日本IBM、普及型オフコン第2弾を発売。」『日経産業新聞』1980年2月21日、4面。
2. ↑  『日本アイ・ビー・エム50年史』、日本アイ・ビー・エム、1988年、p.385。
3. 1 2  IBM ArchivesIBM 5120 Computing System - IBM
4. ↑  ″Annual Design Review″. I.D. Magazine, Product Design Award: IBM 5120 Computing System, Tom Hardy: Industrial Designer, 1981.
5. ↑  “Industrial Design Excellence – Gold IDEA”. Industrial Designers Society of America, Product Design Award: IBM 5120 Computing System, Tom Hardy: Industrial Designer, 1980.